# José Aznar
José Aznar Beltrán (Barcelona, España, 21 de abril de 1932 — 25 de enero de 2008) fue un futbolista español que se desempeñaba como defensa.

## Clubes
| Club              | País   | Año       |
| ----------------- | ------ | --------- |
| C. D. Castellón   | España | 1951-1956 |
| Real Zaragoza     | España | 1956-1958 |
| Real Murcia C. F. | España | 1958-1965 |
| C. D. Castellón   | España | 1965-1968 |